# Lotto Park
Constant Vanden Stock-stadion (franska: Stade Constant Vanden Stock; nederländska: Constant Vanden Stockstadion) är en fotbollsarena i Anderlecht på den västra delen av huvudstadsregionen Bryssel i Belgien. Arenan invigdes 1918 och hette då Emile Versé-stadion. 1983 genomgick arenan en större renovering och man ändrade namnet efter Constant Vanden Stock, tidigare president och hederspresident för fotbollsklubben RSC Anderlecht, som spelar på arenan under sina hemmamatcher.